# World Wrestling Council
World Wrestling Council — відомий пуерториканський промоушен професійного реслінґу.

### Володарі титулів
| Титул:                                 | Нинішній володар(s):            | Час:           |
| -------------------------------------- | ------------------------------- | -------------- |
| WWC Universal Heavyweight Championship | Містер 450                      | 1 серпня 2015  |
| WWC Puerto Rico Championship           | Члени угрупування La Revolucion | 1 серпня 2015  |
| WWC World Tag Team Championship        | Рей Ґонзалес Jr & Майк Мендоза  | 15 серпня 2015 |
| WWC Junior Heavyweight Championship    | Пітер «Погани Роман»            | 15 серпня 2015 |